# Єва Берглунд
Єва Берглунд (14 лютого 1984) — шведська плавчиня.
Учасниця Олімпійських Ігор 2008 року.